# Służejów
Służejów (deutsch Schlause) ist ein Ort in der Stadt- und Landgemeinde Ziębice (Münsterberg) im Powiat Ząbkowicki der Woiwodschaft Niederschlesien in Polen.

## Geographie
Służejów liegt vier Kilometer südwestlich von Ziębice an der Droga wojewódzka 385, die von dort nach Ząbkowice Śląskie (Frankenstein) verläuft. Nachbarorte sind Krzelków (Krelkau) im Norden, Ziębice im Nordosten, Osina Wielka (Groß Nossen) im Osten, Biernacice (Bernsdorf), Starczówek (Neu Altmannsdorf) und Niedźwiedź (Bärdorf) im Südosten, Doboszowice (Hertwigswalde) im Süden, Starczów (Altmannsdorf) im Südwesten, Niedźwiednik (Bärwalde) im Westen und Rososznica (Olbersdorf) im Nordwesten.

## Geschichte

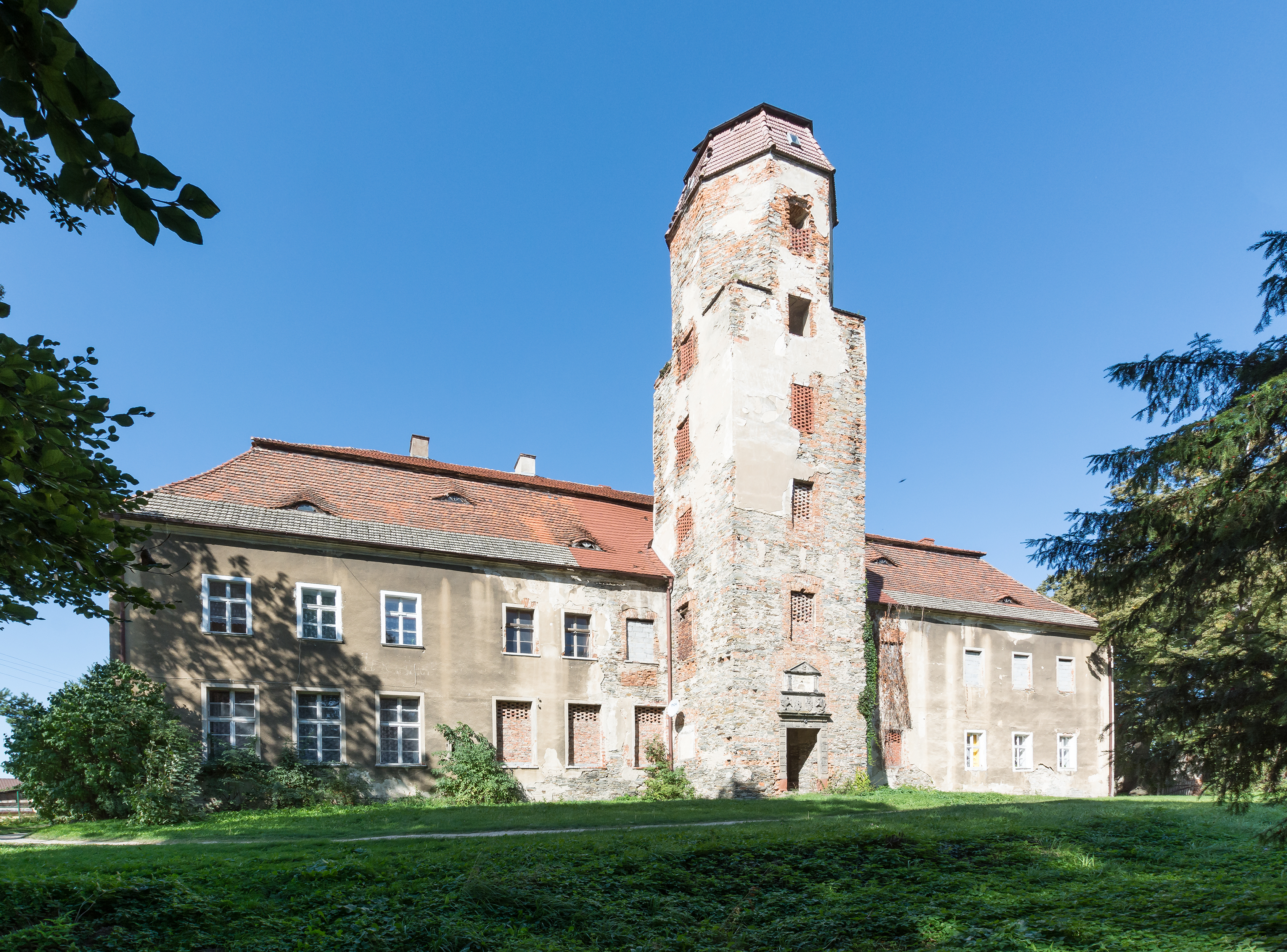
Herrenhaus Schlause mit dem mittelalterlichen Bergfried

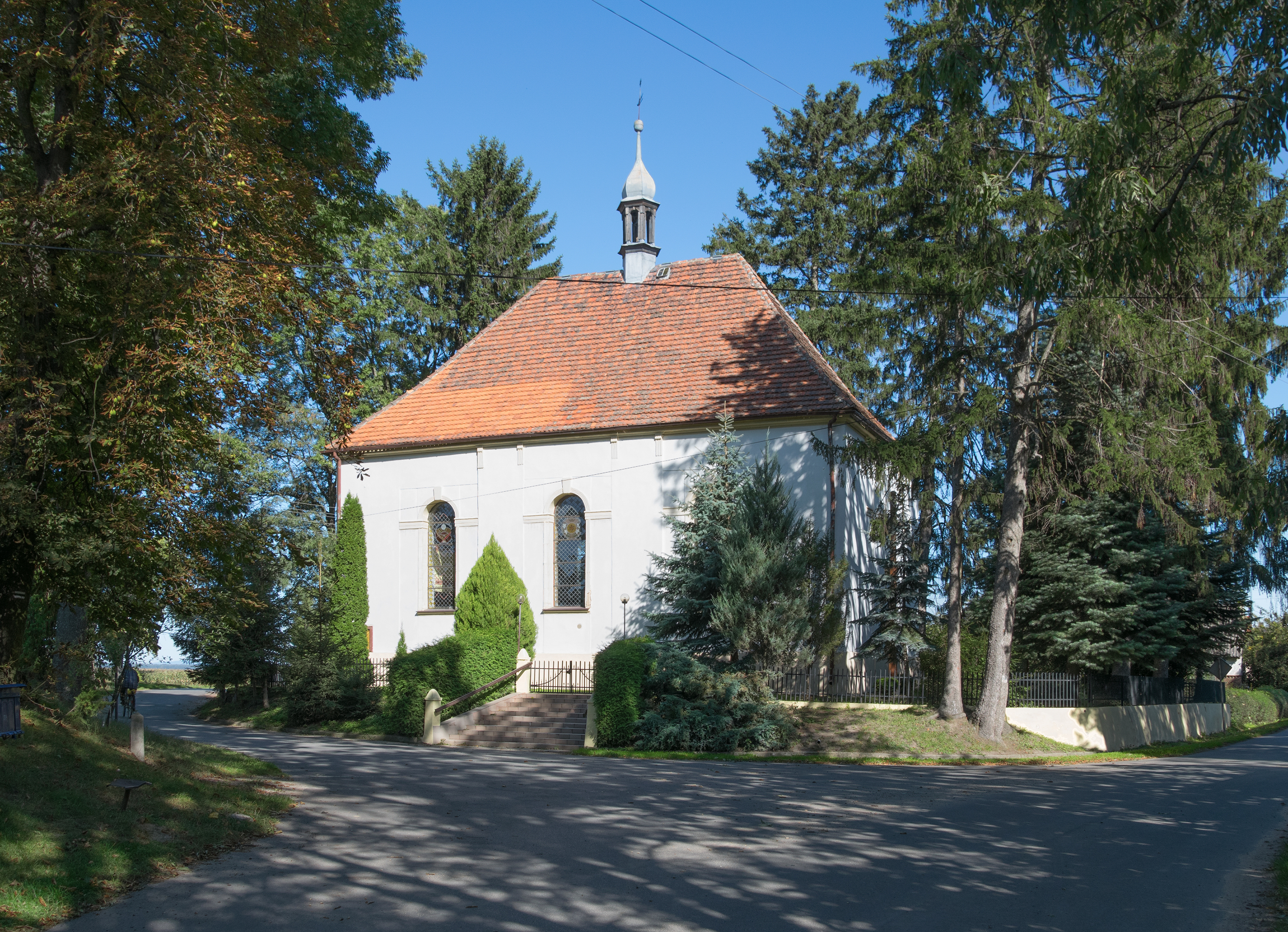
Marienkapelle

Schlause gehörte als Zehntausstattung der Kirche von Wartha, die 1189 den Johannitern gehörte und 1210 dem neu gegründeten Kloster Kamenz geschenkt wurde. Für das Jahr 1290 ist Schlause als Rittersitz belegt, und 1318 erhielt es Deutsches Recht. Es gehörte von Anfang an zum Herzogtum Schlesien, nach dessen Teilung 1248 zum Herzogtum Breslau, ab 1278 zum Herzogtum Schweidnitz und ab 1321 zum neu begründeten Herzogtum Münsterberg, das 1336 unter Johann von Luxemburg unter böhmische Lehenshoheit gelangte. Sie wurde im selben Jahr von Herzog Bolko II. von Münsterberg im Vertrag von Straubing anerkannt. Georg von Podiebrads Sohn Heinrich d. Ä. verkaufte Schlause 1483 dem Hans von Pannwitz. Im 16. Jahrhundert war Schlause im Besitz der Herren von Zedlitz, 1599 gehörte es dem Hans von Czirn (Tschirn) und ab 1622 dem Christoph von Gellhorn, dem die Herren von Landskron folgten. Ab etwa 1660 bis Mitte des 18. Jahrhunderts eigneten es die Herren von Netz.
Nach dem Ersten Schlesischen Krieg fiel Schlause wie fast ganz Schlesien 1742 an Preußen. Seit 1874 gehörte die Landgemeinde Schlause zum Amtsbezirk Olbersdorf, der später in Amtsbezirk Bärwalde umbenannt wurde und 1933 aus den Landgemeinden Bärwalde, Olbersdorf und Schlause bestand. 1785 war Schlause im Besitz des Generalleutnants von Rothkirch, dem im 19. Jahrhundert die Herren von Schlabrendorf folgten. Von diesen gelangte es durch Heirat an die Grafen Johann Anton von Harbuval-Chamaré-Stolz, dessen Nachkommen es bis ins 20. Jahrhundert behielten.
Seit der Neugliederung Preußens 1815 gehörte Schlause zur Provinz Schlesien und war ab 1818 dem Kreis Münsterberg eingegliedert, der zum 1. Oktober 1932 mit dem Kreis Frankenstein in Schlesien vereint wurde. 1939 zählte Schlause 468 Einwohner.
Nach dem Zweiten Weltkrieg fiel Schlause 1945 mit dem größten Teil Schlesien an Polen und wurde in Służejów umbenannt. Die einheimische deutsche Bevölkerung wurde weitgehend vertrieben. Die neu angesiedelten Bewohner waren teilweise Zwangsumgesiedelte aus Ostpolen, das an die Sowjetunion gefallen war. 
Von 1975 bis 1998 gehörte Służejów zur Woiwodschaft Wałbrzych (deutsch Waldenburg).

## Sehenswürdigkeiten
- Das um 1600 erbaute Renaissance-Herrenhaus, 1801 sowie 1933–1935 umgebaut. Das zweistöckige Gebäude mit Mansardendach und sechsstöckigem Turm und Schlosspark wurde nach dem Zweiten Weltkrieg dem Verfall preisgegeben.[2]
- Marienkapelle